# Turija
Turija (ukrajinsky Турія) je řeka ve Volyňské oblasti na Ukrajině. Je 184 km dlouhá. Povodí má rozlohu 2800 km².

## Průběh toku
Pramení na Volyňské vysočině. Ústí zprava do Pripjati (povodí Dněpru).

## Vodní režim
Zdrojem vody jsou převážně sněhové srážky. Průměrný průtok vody ve vzdálenosti 20 km od ústí je 9 m³/s. Zamrzá v listopadu až prosinci a rozmrzá na konci února až na začátku dubna.

## Využití
Na řece leží město Kovel.